# Rio Preto (Paraíba)
O rio Preto é um rio que banha o município de Santa Rita no estado brasileiro da Paraíba. Perene em todo o seu percurso, embora suas margens estejam afetadas pelo assoreamento e pela poluição, tem como principal tributário o rio Tibirizinho. Sem nascente que lhe dá origem, o rio surge no vertedouro do Açude Tibiri, na represa de Barriga Cheia, próximo à BR-230.
O rio Preto recebe descargas de esgoto e dejetos  por todo seu curso na cidade santa-ritense até atingir a várzea do rio Paraíba, no qual deságua.
Em virtude do assoreamento de seu leito, as cheias no perímetro urbano de Santa Rita são frequentes.